# Li Xuerui
Li Xuerui (Xunquim, 24 de janeiro de 1991) é uma jogadora de badminton chinesa. campeã olímpica, e ex-número 1 da modalidade.

## Carreira
Li Xuerui representou seu país nos Jogos Olímpicos de Verão de 2012 conquistando a medalha de ouro, no individual feminino.

### Rio 2016
Em simples, Xuerui se machucou na disputa da medalha de bronze contra a japonesa Nozomi Okuhara, e então a campeã olímpica se retirou do direito de disputar uma nova medalha no Rio.